# (10634) Pepibican
(10634) Pepibican es un asteroide perteneciente al cinturón de asteroides, descubierto el 8 de abril de 1998 por Lenka Šarounová desde el Observatorio de Ondřejov, Ondřejov, República Checa.

## Designación y nombre
Designado provisionalmente como 1998 GM1. Fue nombrado Pepibican en homenaje a Josef (“Pepi”) Bican (1913-2001), proclamado el mejor delantero centro del siglo por la Federación Internacional de Historiadores y Estadísticos del Fútbol, representó a Austria en 19 partidos y a Checoslovaquia en 14 partidos internacionales y marcó más de 5000 goles en su carrera. Después de jubilarse, desarrolló un interés por la astronomía.

## Características orbitales
(10634) Pepibican está situado a una distancia media del Sol de 2,490 ua, pudiendo alejarse hasta 2,528 ua y acercarse hasta 2,451 ua. Su excentricidad es 0,015 y la inclinación orbital 4,892 grados. Emplea 1434,82 días en completar una órbita alrededor del Sol.

## Características físicas
La magnitud absoluta de (10634) Pepibican es 13,52.Tiene 4,619 km de diámetro y su albedo se estima en 0,396.